# Panayappan Sethuraman
Panayappan Sethuraman, tên đầy đủ Sethuraman Panayappan Sethuraman, tên thường sử dụng viết tắt từ tên đầy đủ S. P. Sethuraman (sinh 25 tháng 2 năm 1993 tại Chennai) là một đại kiện tướng cờ vua Ấn Độ, vô địch châu Á năm 2016.
Sethuraman vô địch U-12 châu Á năm 2004 tại Singapore và U-16 thế giới tại Antalya. Năm 2014 Sethuraman nằm trong đội hình Ấn Độ lần đầu tiên giành huy chương đồng Olympiad tại Olympiad cờ vua lần thứ 41 ở Tromsø và vô địch quốc gia. Với chức vô địch quốc gia anh giành vé tham dự Cúp cờ vua thế giới 2015. Tại giải này anh hạ được hai hạt giống cao hơn là Sjugirov và đồng hương Harikrishna ở hai vòng đầu, trước khi thất bại trước Mamedyarov ở vòng ba.
Tại giải vô địch châu Á năm 2016, dù không dẫn đầu vòng nào trong 8 vòng đầu tiên, nhưng với chiến thắng trước Vi Dịch ở vòng cuối cùng, đồng thời người dẫn đầu Lê Quang Liêm thất bại, Sethuraman lần đầu tiên lên ngôi vô địch châu lục với 7/9 điểm (+6 =2 –1).